# Dreamgirls (musical)
Dreamgirls – broadwayowski musical z muzyką Henry'ego Kriegera i słowami Toma Eyena. Libretto zostało zainspirowane historią sukcesu The Supremes, The Shirelles, Jamesa Browna, Jackiego Wilsona i innych gwiazd R&B skupionych wokół wytwórni Motown.
Musical Dreamgirls miał premierę 20 grudnia 1981 roku w Imperial Theatre w Nowym Jorku. Był nominowany do nagród Tony w trzynastu kategoriach, a statuetki zdobył w sześciu.
W 2006 nakręcono filmową wersję musicalu Dreamgirls z Beyoncé, Jamiem Foxxem oraz Eddiem Murphym. Film zdobył dwa Oscary.